# Монако на Светском првенству у атлетици на отвореном 2023.
Монако је учествовао на 19. Светском првенству у атлетици на отвореном 2023. одржаном у Будимпешти од 19. до 27. августа. Ово је било четрнаесто учешће Монака на Светским првенствима на отвореном. Репрезентацију Монака представљала је 1 атлетичар који се такмичио у трци на 100 метара.,.
На овом првенству такмичар Монака није освојио ниједну медаљу, нити је постигао неки резултат.

## Учесници
Мушкарци: 
- Килијан Ватрикан — 100 м

## Резултати

### Мушкарци
| Атлетичар        | Дисциплина | Лични рекорд | Предтакмичење | Предтакмичење | Квалификације        | Квалификације        | Полуфинале           | Полуфинале           | Финале               | Финале       | Детаљи |
| Атлетичар        | Дисциплина | Лични рекорд | Резултат      | Место         | Резултат             | Место                | Резултат             | Место                | Резултат             | Место        | Детаљи |
| ---------------- | ---------- | ------------ | ------------- | ------------- | -------------------- | -------------------- | -------------------- | -------------------- | -------------------- | ------------ | ------ |
| Килијан Ватрикан | 100 м      | 11,35        | 11,46 ЛРС     | 6. у гр. 2    | Није се квалификовао | Није се квалификовао | Није се квалификовао | Није се квалификовао | Није се квалификовао | 21 / 71 (75) |        |